# 합천중학교 봉산분교
합천중학교 봉산분교는 경상남도 합천군 봉산면 김봉리 351-1에 있었던 공립 중학교이다.

## 연혁
- 1960년 4월 10일 봉산중학교 개교
- 1987년 4월 6일 신축 교사로 이전
- 1999년 9월 1일 합천중학교 봉산분교장으로 개편
- 2001년 1월 1일 벽지학교 해제
- 2008년 2월 20일 제46명 졸업식(6명)(총 4614명)
- 2012년 2월 16일 제50회 졸업식
- 2012년 3월 1일 52년만에 폐교